# Kølpen
Kølpen är en ö i Danmark.   Den ligger i Region Nordjylland, i den norra delen av landet, 230 km nordväst om Köpenhamn.
Kølpen ligger i ögruppen Hirsholmarna utanför Fredrikshavn.